# Bewaldete Düne bei Noer

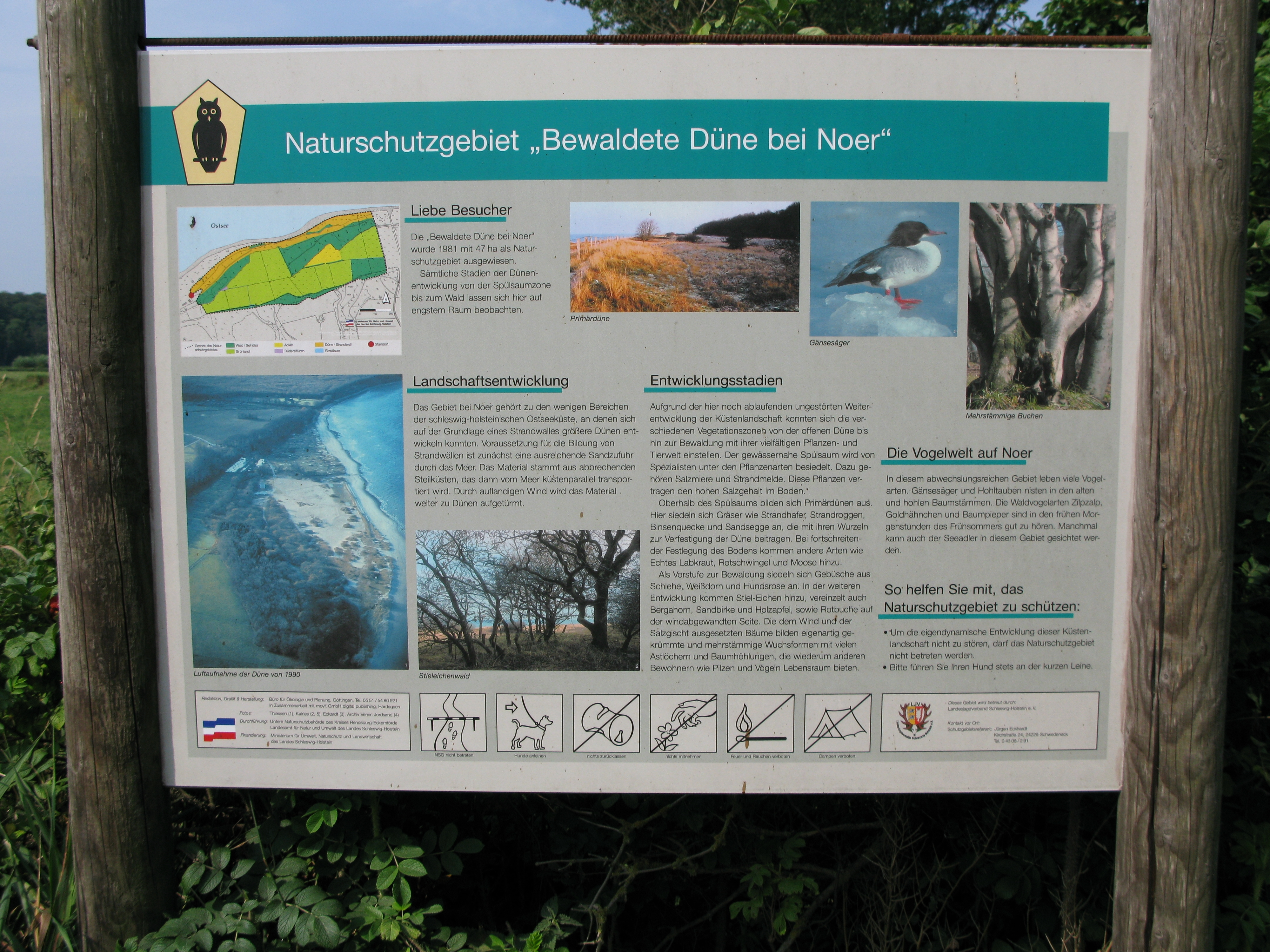
Infotafel

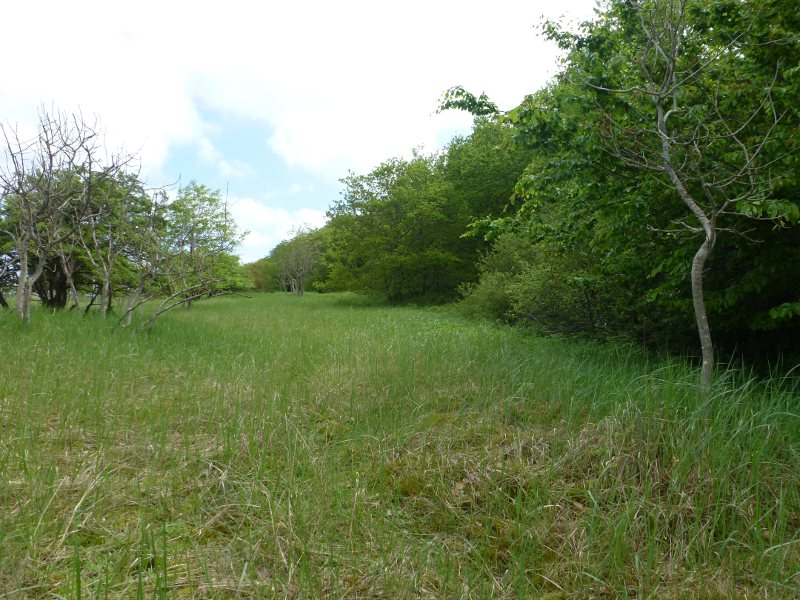
Graudüne

Die Bewaldete Düne bei Noer ist ein seit 1981 ausgewiesenes Naturschutzgebiet in Schleswig-Holstein mit einer Größe von 47 Hektar.

## Lage
Es befindet sich an der schleswig-holsteinischen Ostseeküste nordöstlich von Noer, Kreis Rendsburg-Eckernförde. Das Naturschutzgebiet steht unter Schutz, da sich hier auf engstem Raum sämtliche Stadien der Dünenentwicklung von der Spülsaumzone bis zum Wald finden lassen. Das Gebiet ist Bestandteil des Europäischen ökologischen Netzes Natura 2000. Es gehört zum FHH-Gebiet 1526-391 Südküste der Eckernförder Bucht und vorgelagerte Flachgründe (FFH-Gebiet). Der gesamte Küstenstreifen und die vorgelagerte Wasserzone des Naturschutzgebietes gehört zum NATURA 2000-Gebiet "1525-491 Eckernförder Bucht mit Flachgründen (EU-Vogelschutzgebiet)".
Im Spülsaum wachsen unter anderem Salzmiere und Strandmelde. Auf den Primärdünen oberhalb des Spülsaumes wachsen Gräser wie Strandhafer, Strandroggen, Binsenquecke und Sandsegge. Oberhalb dieses Saums kommen Echtes Labkraut und Rotschwingel sowie verschiedene Moose vor. Schlehe, Weißdorn und Hundsrose markieren den Übergang zu den Verwaldungszonen. Dort wachsen Stieleichen und Bergahorn, Sandbirke, Rotbuche und Holzapfel. Im Gebiet ist gelegentlich der Seeadler zu beobachten. Daneben kommen hier Gänsesäger, Hohltauben,  Zilpzalp, Goldhähnchen und Baumpieper vor.
Ein Betreten des Gebiets ist nicht erlaubt. Vom Strand der Eckernförder Bucht aus kann man Teile des Geländes einsehen. Die Betreuung des Gebietes geschieht durch den Landesjagdverband Schleswig-Holstein. Die zweckbestimmte Nutzung des Hegelehrreviers Grönwohld durch den Landesjagdverband Schleswig-Holstein und die ordnungsgemäße Ausübung der Jagd, die Bekämpfung des Bisams sind in der Landesverordnung nach §4 erlaubt.